# Lepidium gracile
Lepidium gracile là một loài thực vật có hoa trong họ Cải. Loài này được (Chodat & Hassl.) Boelcke mô tả khoa học đầu tiên.